# Asia Rugby Championship 2017
Die Asia Rugby Championship 2017 war ein Wettbewerb für asiatische Nationalmannschaften in der Sportart Rugby Union. Es handelte sich um die 30. Ausgabe der vom Verband Asia Rugby organisierten Rugby-Union-Asienmeisterschaft. Beteiligt waren 14 Mannschaften, die in drei Divisionen gegeneinander antraten (die dritte war zusätzlich in zwei Gruppen unterteilt). Japan gewann zum 25. Mal den Asienmeistertitel.

## Top 3
|    | Land     | Spiele | Siege | Unent. | Ndlg. | Spiel- punkte | Diff. | Bonus- punkte | Tabellen- punkte |
| -- | -------- | ------ | ----- | ------ | ----- | ------------- | ----- | ------------- | ---------------- |
| 1. | Japan    | 4      | 4     | 0      | 0     | 172:56        | + 116 | 3             | 19               |
| 2. | Hongkong | 4      | 2     | 0      | 2     | 99:65         | + 34  | 2             | 10               |
| 3. | Südkorea | 4      | 0     | 0      | 4     | 59:209        | − 150 | 1             | 1                |

4 Tabellenpunkte für Sieg, 2 Tabellenpunkte für Unentschieden, 1 Bonuspunkt bei vier oder mehr Versuchen, 1 Bonuspunkt bei Niederlage mit weniger als sieben Zählern Differenz.
Ergebnisse
| 22. April 2017 12:07 KST | Südkorea                                           | 29 : 47         | Japan                                                                       | Namdong-Rugby-Stadion, Incheon Zuschauer: 1000 Schiedsrichter: Stephen Copeman (Hongkong) |
| 22. April 2017 12:07 KST | Versuche: Han Chang Cheol Lee Yeong Erhöhungen: Yu | (12:35) Bericht | Versuche: Ishihara Nakamura Noguchi (2) Usami (2) Erhöhungen: Matsuda Ogura | Namdong-Rugby-Stadion, Incheon Zuschauer: 1000 Schiedsrichter: Stephen Copeman (Hongkong) |

| 29. April 2017 14:07 JST | Japan | 80 : 10        | Südkorea         | Prinz-Chichibu-Rugbystadion, Tokio Zuschauer: 7.692 Schiedsrichter: Matthew Rodden (Hongkong) |
| 29. April 2017 14:07 JST | Versuche: Anisi Hino Lotoahea (3) Matsuda Nagare Nakamura Naoki Ozawa Sakate Yamada Yamanaka Erhöhungen: Ogura (5) Yamasawa (5) | (31:5) Bericht | Versuche: Kim Yu | Prinz-Chichibu-Rugbystadion, Tokio Zuschauer: 7.692 Schiedsrichter: Matthew Rodden (Hongkong) |

| 6. Mai 2017 14:07 JST | Japan                                                                  | 29 : 17         | Hongkong                                                     | Prinz-Chichibu-Rugbystadion, Tokio Zuschauer: 8.238 Schiedsrichter: Tim Baker (Hongkong) |
| 6. Mai 2017 14:07 JST | Versuche: Horie Matsuhashi Tatekawa Yamada (2) Erhöhungen: Matsuda (2) | (12:10) Bericht | Versuche: Spitz Shing Erhöhungen: Hood (2) Straftritte: Hood | Prinz-Chichibu-Rugbystadion, Tokio Zuschauer: 8.238 Schiedsrichter: Tim Baker (Hongkong) |

| 13. Mai 2017 16:07 HKT | Hongkong | 0 : 16        | Japan                                                             | Hong Kong Football Club Stadium, Incheon Zuschauer: 2.700 Schiedsrichter: Akihisa Aso (Japan) |
| 13. Mai 2017 16:07 HKT |          | (0:3) Bericht | Versuche: Lotoahea Erhöhungen: Yamasawa Straftritte: Yamasawa (3) | Hong Kong Football Club Stadium, Incheon Zuschauer: 2.700 Schiedsrichter: Akihisa Aso (Japan) |

| 27. Mai 2017 12:07 KST | Südkorea                                           | 17 : 43        | Hongkong                                                                             | Namdong-Rugby-Stadion, Incheon Schiedsrichter: Taku Ōtsuki (Japan) |
| 27. Mai 2017 12:07 KST | Versuche: GM Kim HS Kim Lee Erhöhungen: Coquillard | (5:24) Bericht | Versuche: Cooper Rauca Maclay Spitz (2) Shing Erhöhungen: Hood (5) Straftritte: Hood | Namdong-Rugby-Stadion, Incheon Schiedsrichter: Taku Ōtsuki (Japan) |

| 3. Juni 2017 16:07 HKT | Hongkong                                                                                              | 39 : 3         | Südkorea        | Hong Kong Football Club Stadium, Hongkong Schiedsrichter: Akihisa Aso (Japan) |
| 3. Juni 2017 16:07 HKT | Versuche: Falvey Hewson Lee Rimene 1 anderer Erhöhungen: Falvey Hood (2) Rimene Straftritte: Hood (2) | (13:3) Bericht | Straftritte: Yu | Hong Kong Football Club Stadium, Hongkong Schiedsrichter: Akihisa Aso (Japan) |

## Division 1
|    | Land                         | Spiele | Siege | Unent. | Ndlg. | Spiel- punkte | Diff. | Bonus- punkte | Tabellen- punkte |
| -- | ---------------------------- | ------ | ----- | ------ | ----- | ------------- | ----- | ------------- | ---------------- |
| 1. | Malaysia                     | 3      | 3     | 0      | 0     | 98:39         | + 59  | 2             | 14               |
| 2. | Sri Lanka                    | 3      | 2     | 0      | 1     | 66:52         | + 14  | 1             | 9                |
| 3. | Philippinen                  | 3      | 1     | 0      | 2     | 55:90         | − 35  | 1             | 5                |
| 4. | Vereinigte Arabische Emirate | 3      | 0     | 0      | 3     | 65:103        | − 38  | 0             | 0                |

4 Tabellenpunkte für Sieg, 2 Tabellenpunkte für Unentschieden, 1 Bonuspunkt bei vier oder mehr Versuchen, 1 Bonuspunkt bei Niederlage mit weniger als sieben Zählern Differenz.
Ergebnisse
| 14. Mai 2017 | Sri Lanka | 24 : 13 | Philippinen | Ipoh Padang, Ipoh |
| 14. Mai 2017 |           |         |             | Ipoh Padang, Ipoh |

| 14. Mai 2017 | Malaysia | 36 : 22 | Vereinigte Arabische Emirate | Ipoh Padang, Ipoh |
| 14. Mai 2017 |          |         |                              | Ipoh Padang, Ipoh |

| 17. Mai 2017 | Sri Lanka | 33 : 17 | Vereinigte Arabische Emirate | Ipoh Padang, Ipoh |
| 17. Mai 2017 |           |         |                              | Ipoh Padang, Ipoh |

| 17. Mai 2017 | Malaysia | 40 : 8 | Philippinen | Ipoh Padang, Ipoh |
| 17. Mai 2017 |          |        |             | Ipoh Padang, Ipoh |

| 20. Mai 2017 | Philippinen | 34 : 26 | Vereinigte Arabische Emirate | Ipoh Padang, Ipoh |
| 20. Mai 2017 |             |         |                              | Ipoh Padang, Ipoh |

| 20. Mai 2017 | Malaysia | 22 : 9 | Sri Lanka | Ipoh Padang, Ipoh |
| 20. Mai 2017 |          |        |           | Ipoh Padang, Ipoh |

## Division 2
Halbfinale
| 15. November 2017 | Singapur | 49 : 0 | Indien | Taipei Municipal Stadium, Taipeh |
| 15. November 2017 |          |        |        | Taipei Municipal Stadium, Taipeh |

| 15. November 2017 | Taiwan | 21 : 27 | Thailand | Taipei Municipal Stadium, Taipeh |
| 15. November 2017 |        |         |          | Taipei Municipal Stadium, Taipeh |

Spiel um 3. Platz
| 18. November 2017 | Indien | 19 : 37 | Taiwan | Taipei Municipal Stadium, Taipeh |
| 18. November 2017 |        |         |        | Taipei Municipal Stadium, Taipeh |

Finale
| 18. November 2017 | Singapur | 38 : 13 | Thailand | Taipei Municipal Stadium, Taipeh |
| 18. November 2017 |          |         |          | Taipei Municipal Stadium, Taipeh |

Singapur steigt in die Division 1 auf.

## Division 3

### Ostasien
Das Turnier der Division 3 Ost hätte vom 1. bis 4. November 2017 im Nationalstadion von Laos in Vientiane stattfinden sollen. Es wurde abgesagt, nachdem sich Guam und Indonesien zurückgezogen hatten. Die beiden übrigen Teilnehmer Laos und Pakistan verzichteten daraufhin, gegeneinander anzutreten.

### Westasien
|    | Land       | Spiele | Siege | Unent. | Ndlg. | Spiel- punkte | Diff. | Bonus- punkte | Tabellen- punkte |
| -- | ---------- | ------ | ----- | ------ | ----- | ------------- | ----- | ------------- | ---------------- |
| 1. | Libanon    | 2      | 1     | 1      | 0     | 49:48         | + 1   | 0             | 6                |
| 2. | Usbekistan | 2      | 0     | 2      | 0     | 37:37         | ± 0   | 0             | 4                |
| 3. | Iran       | 2      | 0     | 1      | 1     | 37:38         | − 1   | 2             | 4                |

4 Tabellenpunkte für Sieg, 2 Tabellenpunkte für Unentschieden, 1 Bonuspunkt bei vier oder mehr Versuchen, 1 Bonuspunkt bei Niederlage mit weniger als sieben Zählern Differenz.
| 25. März 2017 | Usbekistan | 13 : 13 | Iran | Dustlik-Stadion, Taschkent |
| 25. März 2017 |            |         |      | Dustlik-Stadion, Taschkent |

| 28. März 2017 | Libanon | 25 : 24 | Iran | Dustlik-Stadion, Taschkent |
| 28. März 2017 |         |         |      | Dustlik-Stadion, Taschkent |

| 31. März 2017 | Usbekistan | 24 : 24 | Libanon | Dustlik-Stadion, Taschkent |
| 31. März 2017 |            |         |         | Dustlik-Stadion, Taschkent |